# 南方共同市场议会
南方共同市场议会（西班牙語：Parlamento del Mercosur，缩写为Parlasur）是南方共同市场的立法机关，成立于2005年12月9日，设于蒙得维的亚。议会有122名议员，包括直选议员和非直选议员。每届议会任期5年。现任议会主席是阿根廷人豪爾赫·塔亞納。